# Amir Pazevari
Amir Pazevari ou Amir Pazvari (en persan امیر پازواری) est un poète iranien de langue mazandarani. Il vivait probablement au XVIIe siècle dans la province du Mazandéran.